# 長野縣護國神社
長野縣護國神社（ながのけんごこくじんじゃ）は、長野県松本市美須々にある護国神社である。明治維新から第二次世界大戦までの国難に殉じた長野県出身者を祀る。

## 歴史
護國神社の前身となる招魂社は、信濃国では戊辰戦争の犠牲者を祭るため、明治元年（1868年）に松代藩、岩村田藩、須坂藩に建立され、その後、田口（奥殿藩）、上伊那（高遠藩）、諏訪（諏訪藩）、信濃（長野市）の4つの招魂社が建立されたが、日清・日露戦争の犠牲者を祭るため、昭和9年（1934年）には全県的な招魂社の造営が計画されるに至った。
昭和13年（1938年）11月、戊辰戦争で亡くなったすべての兵士のために、明治天皇により、長野県招魂社として仮社殿で創建された。昭和14年（1939年）3月に長野縣護國神社に改称し、同年4月1日に内務大臣指定護国神社となった。創建から2年後の昭和15年（1940年）に制定された松本市歌（作詞・高野辰之）の3番では「くにを護りの社殿は聳ゆ」と歌われている。昭和17年（1942年）、社殿・社務所・3つの鳥居などが竣工した。
第二次世界大戦後の一時期、「護国神社」の名称では軍国主義施設と見なされるということで、存続を図るために信濃国の枕詞に由来する「美須々之宮」に改称していた。1957年（昭和32年）4月、神社本庁の別表神社に指定された。
昭和39年（1964年）5月14日、昭和天皇、香淳皇后が第15回全国植樹祭に合わせて県内を行幸啓。護国神社が訪問先の一つとなった。

### 鳥居の倒壊
2017年（平成29年）には台風第21号で第二鳥居が倒壊した。高さ7メートルの台湾ひのきによる木製で、木材を確保出来次第、設計、再建工事を行い、2019年4月頃までに完成予定としたクラウドファンディングサイト・READYFOR?で300万円を目標に資金調達を行ったところ、寄付総額は3,232,000円に達した。第一鳥居と脇鳥居の修理も同時に行う予定で、柱の部分だけ新調し、横木の部分は現在の木材を利用する予定だった。
2018年（平成30年）には台風第21号で、東側にある木製の脇鳥居（高さ約6メートル）が倒壊する被害に遭った。これにより、補強作業に入る予定だった脇鳥居の再建も余儀なくされた。

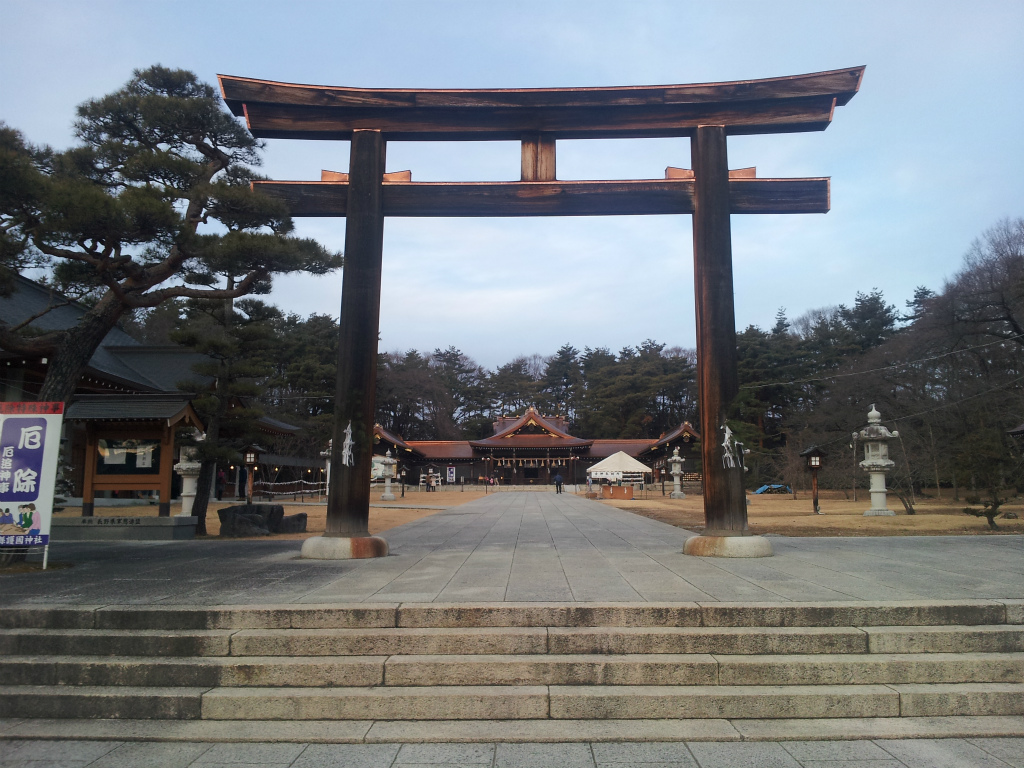
鳥居

## 周辺施設
- 長野県松本文化会館
- 松本市総合体育館
- 信州大学
- 長野県松本美須々ヶ丘高等学校